# Naturalismo (religione)
Il naturalismo religioso è un approccio alla spiritualità privo di elementi sovrannaturali centrata sulla natura e l'universo e le interpretazioni morali e mistiche, diffusa sia come forma di spiritualità "laica", che in diversi movimenti come il neopaganesimo, certe correnti New Age, il deismo, il buddhismo moderno, il panteismo spinoziano e stoico, il cristianesimo modernista e il taoismo.
Il naturalismo propriamente detto ha riscontri in molte culture e tradizioni filosofiche antiche, mentre il movimento moderno che lo sostiene non è ben definito. Il naturalismo religioso ricercherebbe il significato della vita, ma sarebbe altrettanto interessato a vivere la vita quotidiana in modo razionale e felice. Un approccio più antropocentrico di questa religione è la ricerca della risposta alla domanda: qual è il significato della propria vita e qual è il suo scopo?
Comunque quale che sia il modo di orientarsi in questo contesto filosofico rimane comune la ricerca della comprensione del mondo naturale in modo religioso e privo di un dettagliato sistema di credenze o rituali tentando di amalgamare l'esame scientifico della realtà con le soggettive esperienze sensoriali di spiritualità che si traducono nell'arte, nella musica e nella letteratura.

## Naturalismo
Tutte le forme di naturalismo religioso essendo l'elemento naturale la base del loro credo, affermano che la natura è al centro delle nostre esperienze più significative e intense. Di conseguenza, la natura è considerata come il valore massimo in termini di valutazioni del proprio io. I naturalisti religiosi, pur avendo seguito diversi percorsi culturali e individuali, affermano il bisogno umano di ricerca del senso e del valore della vita. Vi sono due pilastri fondamentali su cui si basa la religione naturalistica: il senso della complessa e spettacolare ricchezza e fertilità della natura e il riconoscimento che essa è l'unico ambito in cui le persone possono vivere le loro vite. Gli esseri umani sono considerati parti interconnesse della natura.
La scienza sarebbe la componente fondamentale del paradigma del naturalismo religioso. Esso si baserebbe sulla scienza per rafforzare le proprie prospettive religiose e spirituali. La scienza sarebbe il principale strumento interpretativo per il naturalismo religioso, perché i metodi scientifici sarebbero pensati per fornire la comprensione più affidabile della natura e del mondo, compresa la stessa natura umana.
(Alhazen)
Pertanto, colui che cerca la verità non è chi studia gli scritti dei suoi predecessori ponendo in essi assoluta fiducia ma piuttosto quello che attraverso essi mette in discussione ogni cosa che pensa di sapere, tenendo sempre presente che chi presenta l'argomento e la sua dimostrazione è un essere umano la cui natura è piena di ogni tipo di imperfezione e di carenza. Così il dovere di un uomo che indaga gli scritti degli scienziati, se cercare la verità è il suo obiettivo, è quello di divenire "nemico" di tutto ciò che legge. In contemporanea deve anche sospettare se stesso mentre svolge il suo esame critico, in modo che egli possa evitare di cadere in pregiudizi o trattamenti di favore.

## Storia
Il Naturalismo religioso è un movimento religioso relativamente nuovo e indefinito. Ludwig Feuerbach scrisse che il "naturalismo religioso" era "il riconoscimento del Divino nella Natura".
(Ludwig Feuerbach, Essenza della religione)
Sedicenti o presunti naturalisti moderni troverebbero alcuni riscontri con il pensiero degli antichi filosofi stoici quali per esempio Zenone di Cizio (fondatore dello stoicismo) che ha detto:
(Zenone di Cizio,)
Mordecai Kaplan (1881-1983), uno dei più grandi rabbini del XX secolo e fondatore dell'ebraismo ricostruzionista è stato uno dei primi sostenitori del naturalismo religioso, credeva che fosse possibile un approccio naturalistico alla religione. La sua visione era quella di Dio quale somma di tutti i processi naturali.